# 圣岛丛鸦
，是雀形目鸦科丛鸦属的一种鳥類。該物種为美国的特有种，僅分布於美國加利福尼亞州的聖克魯斯島上。現其物種地位有所爭議，並不被國際鳥盟承認而是視作西叢鴉、伍德氏灌叢鴉及其自身所構成的物種的亞種之一，但被世界鳥類學家聯合會認為是獨立的物種存在。在被國際鳥盟除名之前，圣岛丛鸦被劃分為近危物種。
其主要栖息地為聖克魯斯島上的灌木叢和林地。體重平均約115.8公克，鳥喙寬平均9.7公釐、深平均10.9公釐、嘴峰長平均约38.4公釐；翼長约137.7公釐；跗蹠约46.5公釐；尾長约151.8公釐。

## 外部連結
- 维基共享资源上的相關多媒體資源：聖克魯茲灌叢鴉
- 維基物種上的相關：聖克魯茲灌叢鴉